# East Vandergrift, Pennsylvania
East Vandergrift là một thị trấn thuộc quận Westmoreland, tiểu bang Pennsylvania, Hoa Kỳ. Năm 2010, dân số của thị trấn này là 674 người.